# 孫文の義士団
『孫文の義士団』（そんぶんのぎしだん、原題：十月圍城、英題：Bodyguards and Assassins）は、2009年に制作された香港・中国合作のアクション映画。テディ・チャン監督、主演はドニー・イェン、レオン・ライ、ニコラス・ツェー、ファン・ビンビン、ワン・シュエチー、レオン・カーフェイなど。第29回香港電影金像奨において、作品賞、監督賞をはじめ8部門に輝いた。
アクション監督はトン・ワイとリー・タッチウ。なおクレジットはされていないがドニー・イェンのアクションシーンに関しては自身がアクション監督を務め、別班の撮影で助っ人としてメガホンを取った香港の監督アンドリュー・ラウとともにスペシャルサンクスとして名が記されている。
日本では、『ボディガード&アサシンズ』の邦題で2010東京・中国映画週間で上映された後、『孫文の義士団』の邦題で2011年に一般公開された。

## ストーリー
清末の中国では革命派と清朝廷の対立が激化していた。1906年、革命派のリーダーである孫文が香港入りし、同志たちと会合する事が決定。この情報をつかんだ清朝は大規模な暗殺団を香港に派遣した。
かねてから香港を拠点としていた革命派のチェン・シャオバイ（陳少白）は、スポンサーの大商人リーとともに孫文護衛作戦を立てる。さまざまな経緯動機でリーの下に集まる「義士」たち。だが孫文の影武者を決めるクジ引きで、リーの息子のチョングワンが当たりクジを引いてしまう。

## 出演
| 役名                               | 俳優               | 日本語吹替 |
| ---------------------------------- | ------------------ | ---------- |
| シェン・チョンヤン（沈重陽）       | ドニー・イェン     | 東地宏樹   |
| リー・ユータン（李玉堂）           | ワン・シュエチー   | 岩崎ひろし |
| チェン・シャオバイ（陳少白）       | レオン・カーフェイ | 井上和彦   |
| アスー（阿四）                     | ニコラス・ツェー   | 浪川大輔   |
| イエン・シャオグオ（閻孝國）       | フー・ジュン       | 楠大典     |
| シー警部（史密夫）                 | エリック・ツァン   |            |
| ファン・ホン（方紅）               | クリス・リー       | 高橋里枝   |
| ユエル（四姨太月茹）               | ファン・ビンビン   | 嶋村侑     |
| チュン（阿純）                     | チョウ・ユン       |            |
| ワン・フーミン（臭豆腐）（王複明） | メンケ・バータル   |            |
| リー・チョングワン（李重光）       | ワン・ポーチエ     |            |
| リウ・ユーバイ（劉郁白）           | レオン・ライ       | 遠藤大智   |
| ヤン・チューユン（楊衢雲）         | ジャッキー・チュン |            |
| リウが愛した女性（劉郁白愛人）     | ミッシェル・リー   |            |
| ファン・ティアン（方天）           | サイモン・ヤム     |            |
| チェンシャン（殺手薩鎮山）         | カン・リー         |            |
| 殺手白缺                           | フィリップ・ン     |            |
| 殺手黑滿                           | シン・ユー         |            |
| 殺手聶忠清                         | デニス・トー       |            |
| 孫文                               | チャン・ハンユー   |            |

## スタッフ
- 監督：テディ・チャン
- 製作：ピーター・チャン、ホアン・チェンシン
- 脚本：チュン・ティンナム、グオ・ジュンリ、ジェームズ・ユエン、ウー・ビン
- 音楽：ピーター・カム、チャン・クォンウィン
- 撮影：アーサー・ウォン
- 編集：許宏宇、黄海
- アクション監督：トン・ワイ、リー・タッチウ
- 武術指導：ジャック・ウォン、陳俊志、谷垣健治、イム・ワー
- スタントマン：蔡國平、大内貴仁、カラサワイサオ、車劍暉、他
- 衣装：ドラ・ン
- 美術：ケネス・マク

## 主題歌
『粉末』
- 作詞：岑偉宗／作曲：陳光栄／歌：クリス・リー

## 主な受賞
第4回アジア・フィルム・アワード
- 主演男優賞（ワン・シュエチー）、助演男優賞（ニコラス・ツェー）

第29回香港電影金像奨（2010年）
- 作品賞、監督賞、助演男優賞（ニコラス・ツェー）、撮影賞、美術賞、衣裳デザイン賞、アクション設計賞、音楽賞

第47回金馬奨
- 衣裳デザイン賞

第16回香港電影評論学会大奨
- 男優賞（ワン・シュエチー）、推薦映画

## ソフトウェア
- 日本では2011年11月2日に、ハピネットより日本版DVDならびにBlu-rayが同時発売。